# Silurus glanis

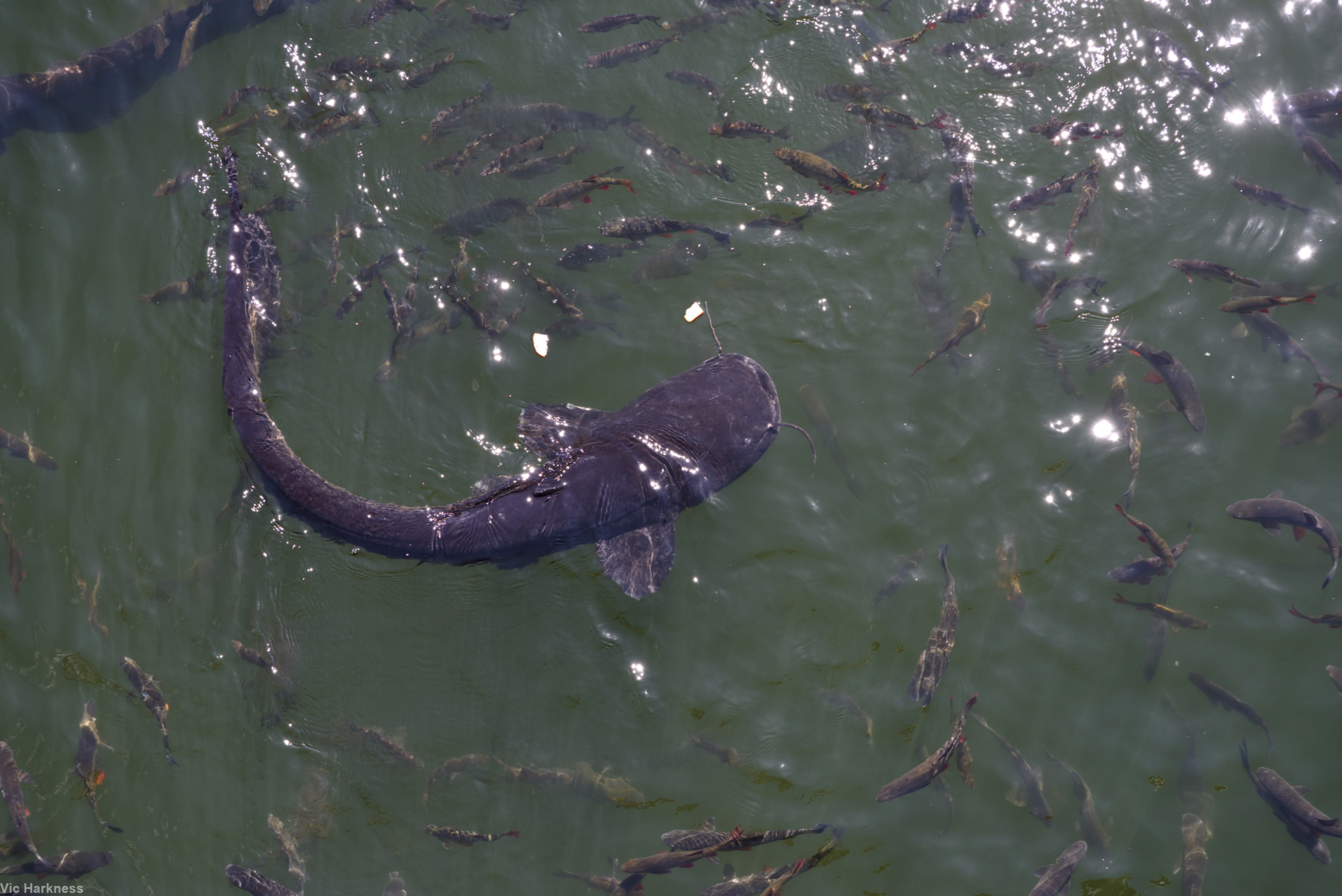
Individuo nelle vasche di raffreddamento della centrale di Černobyl'

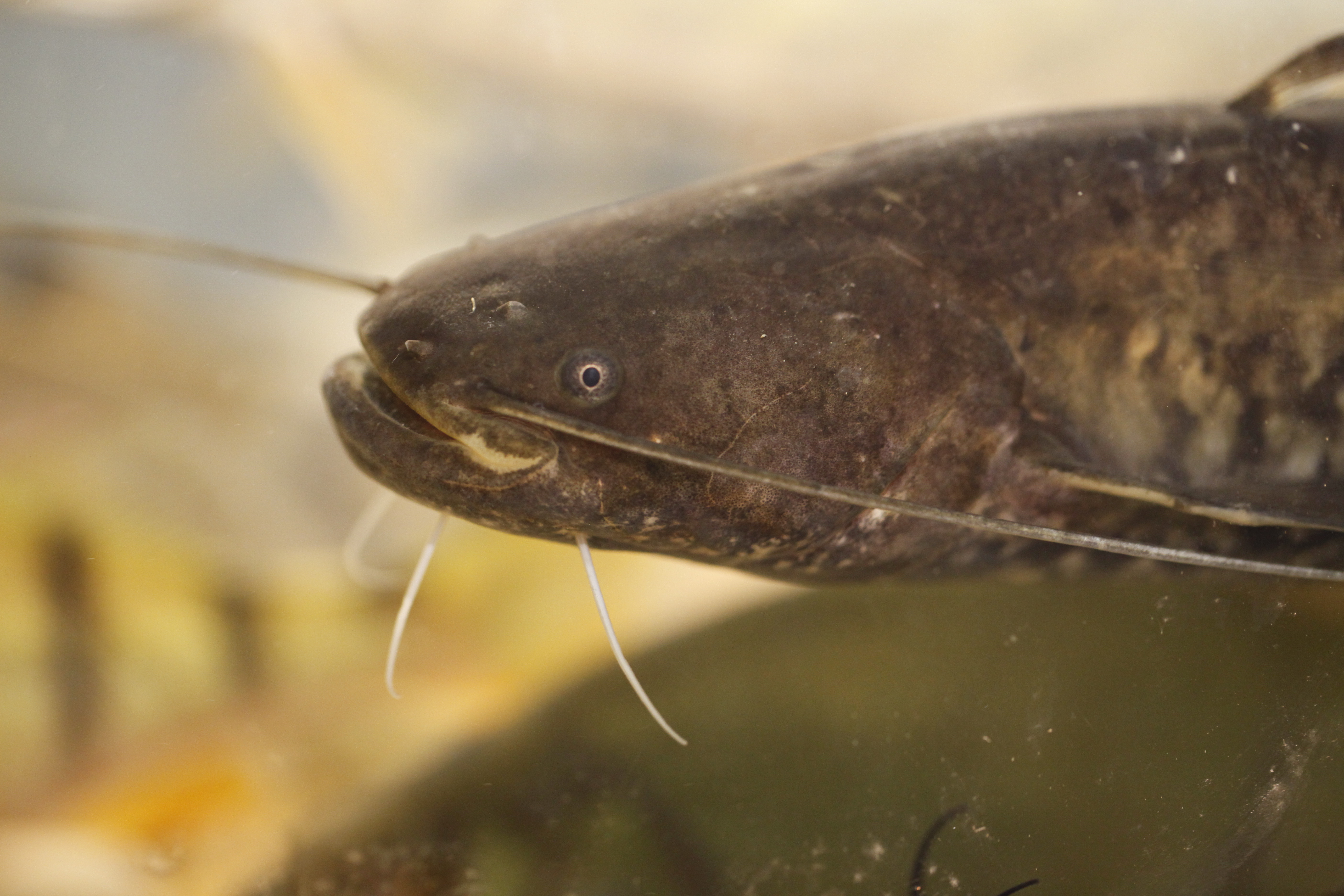
Particolare della testa

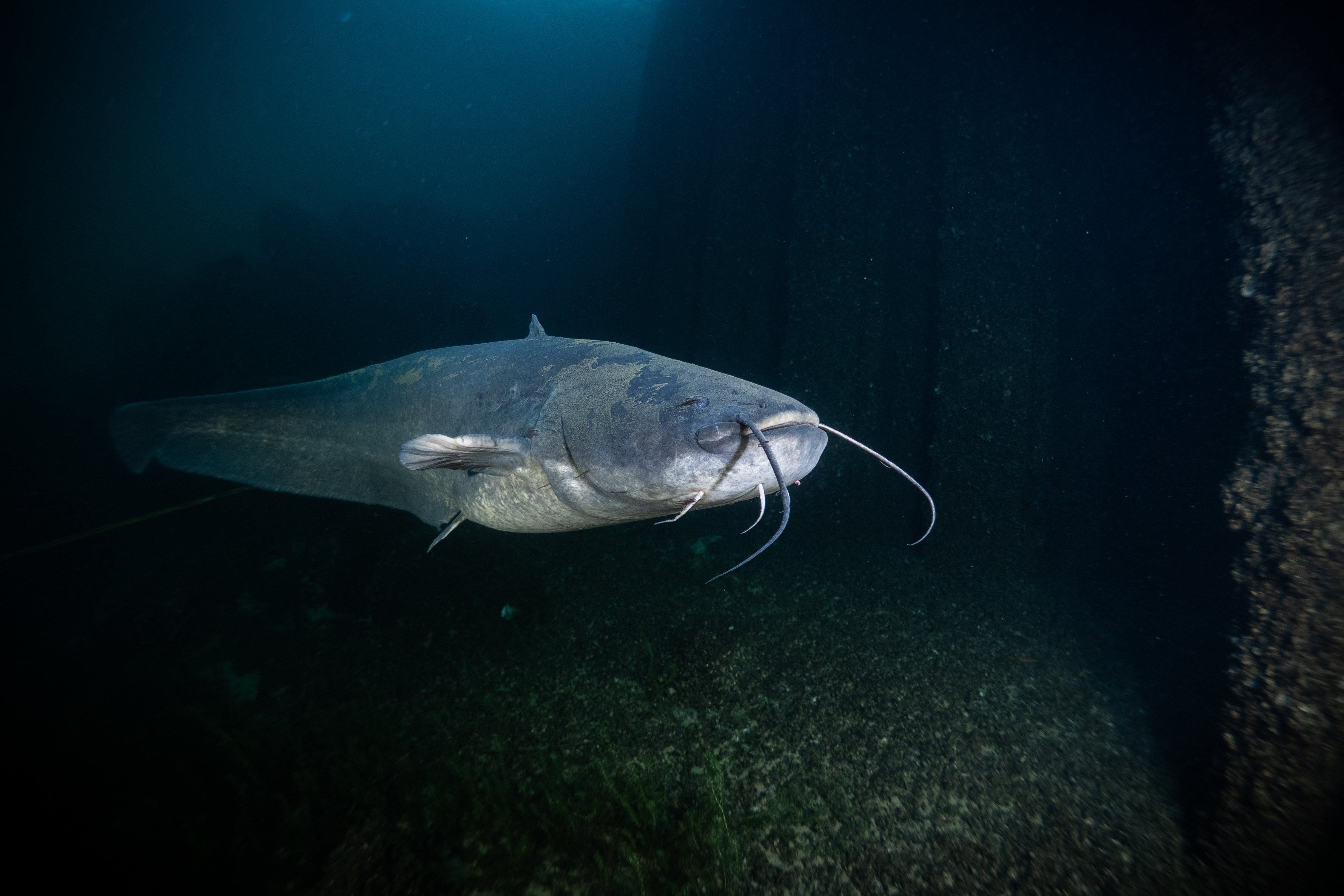
Grande individuo nel suo ambiente naturale

Il siluro d'Europa (Silurus glanis (Linnaeus, 1758)), conosciuto anche come siluro o pesce siluro, è un pesce osseo d'acqua dolce, appartenente alla famiglia Siluridae. È il pesce europeo esclusivamente d'acqua dolce che raggiunge le maggiori dimensioni: può infatti superare i due metri e mezzo di lunghezza per 130 kg di peso; esistono dati storici di individui di taglia ancor maggiore. È originario dell'Europa centro-orientale ma è stato introdotto in numerosi altri Paesi europei ed extraeuropei per favorire la pesca. L'introduzione di questa specie in ambienti estranei al suo areale naturale ha quasi ovunque causato gravi danni all'ittiofauna autoctona.

## Distribuzione e habitat
È originario dell'Europa orientale, dal bacino del Danubio verso est fino all'Asia centrale. Si può considerare autoctono nei bacini idrografici tributari del mar Baltico, mar Nero, mar Caspio, lago d'Aral e, in piccola parte, mare del Nord orientale. Tra i fiumi che sfociano nel mar Egeo è presente nel Maritza e dallo Struma allo Spercheo. È presente anche in parte della Turchia anatolica e in tutta l'Europa centro-orientale, a ovest fino all'Austria e alla Germania (bacino del Danubio), a nord fino all'estremo sud della Finlandia e della Danimarca e a sud fino alla Grecia settentrionale e alla Turchia europea. È dubbia la sua presenza naturale come relitto preglaciale nei laghi di Lugano e di Ginevra.
È stato introdotto in numerosissimi paesi d'Europa, inclusi Gran Bretagna, Paesi Bassi, Belgio, Cipro, Germania, Francia, Spagna, Portogallo, Italia, Danimarca, Finlandia e Svezia, e in alcune località extraeuropee tra cui Algeria, Tunisia, Cina, Siria e nel Lago Balqaš in Kazakistan. Nel 2014 è stata evidenziata per la prima volta la presenza della specie nelle Americhe: si tratta di una popolazione naturalizzata nel sud del Brasile.
In Italia è stato segnalato per la prima volta nel 1957 alla foce dell'Adda, ma la sua diffusione ha preso piede nel bacino del Po e negli altri fiumi padani negli anni '80 e '90 e ancora più tardi nell'Italia centromeridionale (Arno, Tevere, Volturno e Aterno-Pescara). Successivamente la specie ha invaso anche i grandi laghi prealpini del nord Italia, come lago Maggiore, lago di Varese e lago di Garda ed è presente anche nei laghi vulcanici dell'Italia centrale come il lago di Bolsena.
Si tratta di una specie molto adattabile. Il suo habitat ideale è costituito dalle zone a corrente debole dei tratti medi e inferiori dei grandi fiumi nella zona dei ciprinidi fitofili e dai laghi di grande estensione, ma popola anche gli stagni, i piccoli laghetti artificiali e i canali di bonifica, spesso in ambienti ricchi di vegetazione acquatica, e può spingersi anche in zone tranquille di corsi d'acqua con acque fresche e correnti o, al contrario, in acque stagnanti, molto calde e a bassissimo contenuto di ossigeno disciolto. Sopporta anche ambienti fortemente inquinati tanto da avere stabilito una popolazione riproduttiva di individui apparentemente in buona salute nelle vasche di raffreddamento della centrale di Černobyl'. Nonostante sia una specie che vive in genere nei pressi del fondale e non abbia le caratteristiche fisiche tipiche dei pesci attivi nuotatori, nel lago Maggiore viene frequentemente catturato nella zona pelagica, soprattutto nella stagione fredda. La specie non è particolarmente tollerante alla salinità ma può raramente spingersi all'interno di ambienti salmastri prossimi al mar Nero, al mar Baltico e al lago d'Aral.

## Descrizione
L'aspetto del siluro d'Europa è caratteristico a causa della grande testa schiacciata in senso dorso-ventrale, con occhi piccoli e bocca molto ampia, la cui mascella è lievemente sporgente. Attorno alla bocca vi sono tre paia di barbigli, di cui due sulla mandibola e uno sulla mascella: questi ultimi barbigli sono i più lunghi, e se stirati raggiungono le pinne pettorali. Il corpo, allungato e quasi anguilliforme, è cilindrico nella parte anteriore ma si assottiglia e si comprime lateralmente sempre di più verso la coda. È privo di scaglie e totalmente coperto di uno spesso strato di muco. La pinna dorsale è quasi atrofizzata, molto piccola e formata da 3-5 raggi, la pinna anale invece è molto lunga e arriva a metà del corpo. La pinna caudale è spatolata e a bordo arrotondato; si collega con una membrana alla pinna anale ma ne è separata. Le pettorali sono rotondeggianti e sono fornite di un primo raggio ossificato rigido, pungente negli esemplari giovani e con il bordo liscio o con modeste dentellature.
La livrea tende al bruno o al nerastro con riflessi bluastri, e nei grandi adulti la colorazione di fondo può tendere al giallastro; il ventre è biancastro o giallastro. Sui fianchi sono presenti macchie bruno-olivacee indistinte che sono irregolari negli adulti mentre formano un pattern a scaglia di pesce nei giovani. Le pinne sono uniformemente scure e l'iride dell'occhio è giallastra.
L'arma subacquea chiamata "siluro" deve il suo nome alla somiglianza tra la sua forma e quella di questo pesce.

### Dimensioni
S. glanis è il pesce d'acqua dolce europeo in grado di raggiungere le maggiori dimensioni, superato solo dallo storione comune e dallo storione ladano che però trascorrono in acqua dolce solo una parte del loro ciclo vitale. A causa delle dimensioni gigantesche che può raggiungere, il siluro ha da sempre eccitato la fantasia degli osservatori; ad esempio, nel libro Vita degli animali di Alfred Edmund Brehm, si riporta che nel XIX secolo sono stati pescati siluri lunghi 3 metri e pesanti 200–250 kg nel Danubio. Altre testimonianze di esemplari lunghi oltre 5 metri e pesanti oltre 300 kg sono state sconfessate, ed è stato dimostrato che queste taglie erano dovute ad errori di conversione tra diverse unità di misura. Nella letteratura scientifica la misura massima dimostrabile è di 2,73 m per 130 kg. L'accrescimento di questa specie è più veloce nei climi più caldi, come quello dei Paesi mediterranei, che nell'areale nativo. In climi più freschi, come nel Regno Unito, la crescita è invece sensibilmente più lenta.

## Biologia
La longevità di questa specie sembra arrivare a 80 anni. È specie molto sensibile ai suoni, anche a quelli provenienti da fuor d'acqua, mentre la vista è un senso relativamente poco importante, sebbene possegga un certo grado di visione notturna: i sensi più usati per la caccia sono il gusto e l'olfatto, i cui recettori sono presenti non solo nelle narici e nella bocca ma anche sui barbigli, sulle pinne e sul corpo.

### Comportamento
Ha abitudini notturne e rifugge la luce. Durante le ore diurne sta intanato, spesso in gruppi, ma può essere attivo in caso di forte torbidità dell'acqua, specie in condizioni di cielo coperto. È moderatamente gregario, soprattutto durante il riposo diurno e nelle fasi giovanili, mentre è solitario nel periodo riproduttivo; anche gli individui di grandi dimensioni tendono ad essere solitari.

### Alimentazione
Il siluro è una specie prettamente carnivora in ogni fase del suo sviluppo. I giovanili predano soprattutto insetti, crostacei, anellidi oligocheti e altri invertebrati bentonici e planctonici nonché piccoli pesci, mentre gli adulti si nutrono di pesci e vertebrati di ogni tipo, mammiferi compresi, purché di dimensioni idonee. È un predatore opportunista dotato di notevole plasticità alimentare e riesce ad adattarsi facilmente alla tipologia di prede che incontra nei vari ambienti che colonizza; ad esempio si nutre abbondantemente di gamberi della Louisiana laddove presenti e può facilmente catturare piccoli mammiferi e uccelli acquatici. Non è dimostrata la predazione su animali terrestri di grandi dimensioni come cani o anatre o addirittura sull'uomo; racconti di questo tipo, che si possono leggere talvolta sulla stampa, sono da considerarsi pura leggenda. In generale la sua alimentazione è a base di pesci, specie negli adulti, e le altre risorse a cui attinge hanno un ruolo accessorio. Nel Po, ad esempio, la dieta è basata principalmente su alborelle, cobiti italici, cavedani italici, vaironi, ghiozzi padani, barbi europei, carpe, pseudorasbore, rodei e anche altri esemplari di siluro. Uno studio condotto sul lago Maggiore ha mostrato come nella dieta entrino anche specie tipiche di ambienti pelagici; quelle maggiormente predate in questo lago sono, nell'ordine: coregoni (sia lavarello che bondella), agoni, gamberi americani, persici reali e rutili.

### Riproduzione

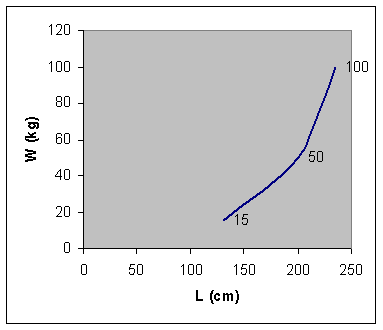
Grafico della relazione lunghezza-peso del siluro d'Europa

La riproduzione avviene quando la temperatura dell'acqua supera i 20 °C, in genere tra aprile e giugno. Possono essere effettuate brevi migrazioni riproduttive. I maschi in questo periodo diventano territoriali e ingaggiano i rivali in combattimento, ferendosi anche in modo piuttosto grave. Viene effettuata una sorta di danza nuziale, nella quale la coppia dapprima si insegue in superficie quindi il maschio si pone sotto la femmina e la solleva fino a farla uscire parzialmente dall'acqua. Viene costruito un nido, consistente in una buca sul fondale, spesso tra le radici degli alberi che crescono sulle sponde. La femmina si allontana dopo aver deposto le uova, mentre il maschio rimane di guardia al nido fino alla schiusa. Le uova sono avvolte nel muco che consente loro di aderire al substrato; si schiudono in pochi giorni e gli avannotti riescono a nuotare in circa una settimana. La fecondità in questa specie è piuttosto bassa e la femmina non depone che poche decine o centinaia di migliaia di uova, numero basso se rapportato alle dimensioni che può raggiungere una femmina matura. Il numero di uova, oltre che dalla taglia della femmina, è influenzato anche dalla disponibilità di prede e dalla temperatura dell'acqua. La maturità sessuale è raggiunta a tre anni quando il pesce pesa circa due chilogrammi.

### Predatori
È riportata la predazione di giovani esemplari da parte del luccio europeo.

## Pesca

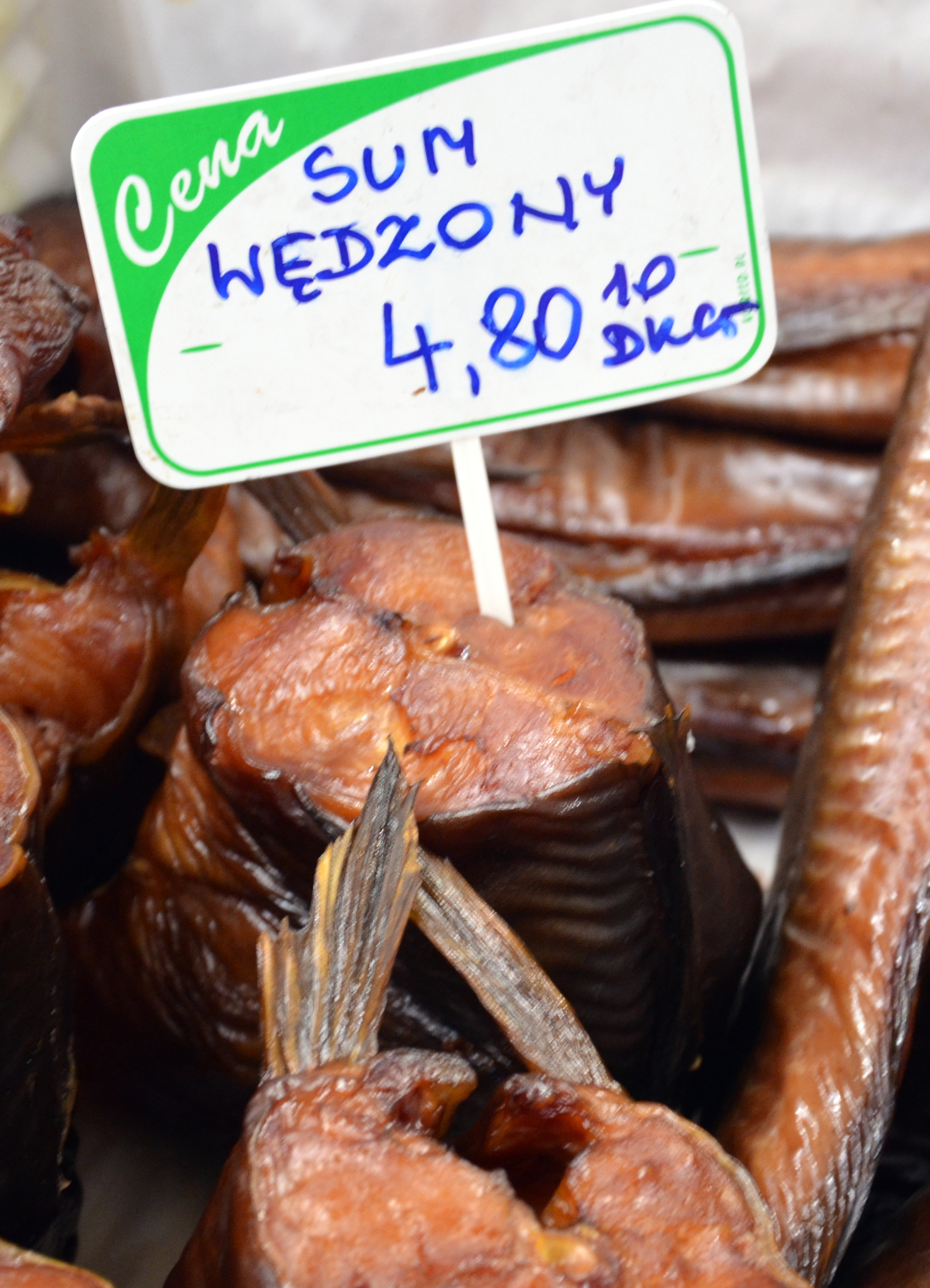
Tranci di siluro affumicato in vendita in Polonia

La pesca commerciale di questa specie, attiva soprattutto nella zona del Danubio ed in Russia, è pressoché inesistente in Italia ed Europa occidentale. La pesca sportiva è molto praticata, in particolare laddove vi sono popolazioni abbondanti (come ad esempio nel Delta del Po), così come nelle zone dell'areale primario, soprattutto per la strenua resistenza opposta alla cattura da parte degli esemplari più grandi. Sono usate lenze di fondo molto robuste con esche quali vermi e pesci, nonché esche artificiali per la pesca a spinning. In Italia, dati i tassi di crescita elevati e l'abbondanza del siluro, esso è oggetto di bracconaggio allo scopo di rivendere gli esemplari sui mercati dell'Europa dell'est.
Nell'Europa centro-orientale il siluro è oggetto di allevamento in impianti di itticoltura per rifornire i mercati. Spesso l'allevamento avviene in bacini con acque riscaldate artificialmente o riforniti da sorgenti termali per incrementare i tassi di accrescimento. La produzione di siluro negli impianti itticolturali europei è in crescita: dalle 602 tonnellate del 1993 si è passati a circa 2000 tonnellate nel 2002.
Le carni sono molto apprezzate a livello gastronomico perché gustose e quasi prive di spine, vengono giudicate migliori perché più magre quelle degli individui sotto i 10 kg di peso. Con le uova si prepara una sorta di caviale, anche se molto meno pregiato di quello fatto con le uova di storione. La vescica natatoria, infine, è impiegata per la produzione di colla di pesce.
In seguito a provvedimenti presi a livello dell'Unione europea per salvaguardare le specie autoctone, è vietata in Italia ai pescatori sia sportivi che professionali la reimmissione in acqua del pesce siluro.

## Conservazione

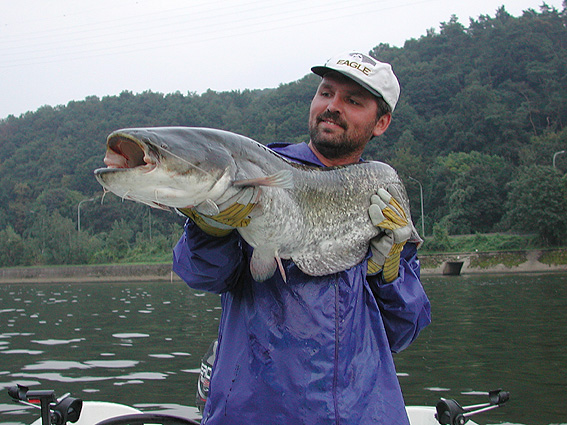
Individuo di media taglia catturato da un pescatore sportivo

Si tratta di una specie abbondante e distribuita su di un areale molto ampio, le cui popolazioni non mostrano segni di decremento. In alcune situazioni locali le popolazioni risentono dei lavori in alveo e delle bonifiche che vanno a distruggere le zone di riproduzione, e talvolta di una modesta sovrapesca. La Lista rossa IUCN classifica questa specie come "a rischio minimo.

### Specie aliena
S. glanis ha caratteristiche ecologiche che consentono facilmente l'adattamento e la naturalizzazione in ambienti esterni al suo areale naturale: resistenza all'anossia, plasticità alimentare ed ecologica, tolleranza a condizioni ambientali compromesse e presenza di cure parentali che, anche considerando la fertilità relativamente bassa, facilitano il successo riproduttivo; a questo si sommano caratteristiche desiderabili quali la grande taglia raggiungibile, l'interesse come preda per i pescatori sportivi e la buona qualità alimentare della carne. In Europa gli effetti negativi della sua introduzione consistono nella trasmissione di malattie e parassiti alle specie autoctone; nella predazione diretta e nell'alterazione delle reti trofiche. In Europa le aree nelle quali l'introduzione di questa specie produce i danni maggiori sono quelle meridionali mediterranee come Spagna, Italia e Grecia, nelle quali vi è un alto tasso di endemismo tra i ciprinidi di piccola taglia, evoluti in ambienti tipicamente privi di grandi predatori. Sempre in Europa meridionale sembrano essere poco danneggiati dall'introduzione di S. glanis i laghi artificiali, nei quali molto spesso l'ittiofauna è composta solo o quasi da specie alloctone. In alcuni ambienti la dieta del siluro è costituita essenzialmente di altre specie aliene, soprattutto crostacei come il gambero della Louisiana, il gambero di fiume americano e il gambero californiano. Sebbene all'interno dell'areale naturale sia stato in alcuni casi intenzionalmente introdotto per ridurre la sovrappopolazione da parte di ciprinidi o per ridurre le popolazioni di specie zooplanctivore in ambienti lacustri suggetti ad eutrofizzazione, il suo effetto complessivo sulle popolazioni di altre specie è poco o per nulla studiato. L'ibridazione è un rischio per l'unica altra specie di Silurus presente in Europa, Silurus aristotelis, endemico del fiume Aspropotamo in Grecia. Appare particolarmente grave l'effetto della sua predazione sui pesci anadromi come la cheppia, le cui popolazioni in Francia mostrano forti decrementi laddove è presente il siluro.

#### In Italia
Negli anni tra il 1991 e il 1997, ovvero nel periodo in cui la popolazione di S. glanis nel bacino del Po ha mostrato il suo maggior incremento, si è assistito alla riduzione di numerose specie tra le quali la scardola italica, l'alborella, il persico trota (alloctono ma introdotto da oltre un secolo). Particolare rilevanza assume il declino numerico di specie endemiche del Po quali la savetta, il pigo e il triotto. Il triotto e la tinca si sono quindi successivamente estinti localmente. Negli stessi anni la biomassa del siluro ha raggiunto il valore altissimo del 77%. I cambiamenti dei vari indicatori ambientali e dei livelli di inquinamento non sono risultati significativi mostrando come l'introduzione delle specie aliene, principalmente il siluro, sia stata la maggiore responsabile di queste rarefazioni ed estinzioni. L'impatto dell'introduzione del siluro nel Po e nei suoi tributari è stato devastante, oltre che nella riduzione della consistenza delle popolazioni di specie autoctone ed endemiche, anche nell'alterazione delle reti trofiche. La presenza di questa specie è considerata uno dei principali ostacoli alla rinaturalizzazione dei corsi d'acqua del Nord Italia: studi effettuati in provincia di Rovigo hanno mostrato come in media il 27% della biomassa del fiume Po sia costituito da questa specie, che è anche la più rappresentata come numero di individui. L'eradicazione del siluro nelle acque padane sarebbe altamente auspicabile ma, con i mezzi attualmente a disposizione, pressoché impossibile, cosa che invece è fattibile in bacini in cui la specie è di più recente introduzione e nei quali non ha popolazioni stabilizzate. In ogni caso la riduzione del numero di individui, specie di grossi riproduttori, può avere effetti assai benefici riducendo la pressione predatoria su specie endemiche e minacciate.